# Personaggi di Aria

Il cast dei personaggi di ARIA

Lista dei personaggi del manga e dell'anime di ARIA.

## Personaggi

### Undine
Akari Mizunashi (水無 灯里?, Mizunashi Akari)
Doppiata da: Erino Hazuki (ed. giapponese), Benedetta Ponticelli (ed. italiana)
È una ragazza terrestre di 15 anni che arriva su Aqua il 3 aprile 2301 (73º anno secondo il calendario di Aqua, nel quale un anno è formato da 24 mesi) per diventare un'Undine. Ha un carattere positivo e solare e si entusiasma facilmente. Sulla Terra si è allenata molto con il simulatore virtuale per imparare la tecnica di vogata, ma sempre dalla parte sbagliata, coprendo così la visuale agli eventuali clienti: arrivata su Aqua deve quindi ricominciare l'allenamento da capo. Diventa un'Undine all'Aria Company, il suo remo è il numero 4 e la sua senpai è Alicia. Viene chiamata Momiko dal suo primo cliente ed amico Akatsuki. Ha paura del buio, è del segno dell'Acquario e il suo gruppo sanguigno è A. Scrive delle mail nelle quali racconta quello che fa a una persona misteriosa, che nel manga è Cai detto Sith, mentre nell'anime è Ai. Diventa una Prima dopo Alice e Aika nell'anno terrestre 2307 (76º anno secondo il calendario di Aqua) con il nome d'arte Aquamarine; Alicia le affida l'Aria Company dopo il suo ritiro e diventa la senpai della nuova Undine Ai.
Aika S. Granzchesta (藍華・Ｓ・グランチェスタ?, Aika S. Guranchesuta)
Doppiata da: Chiwa Saitō (ed. giapponese), Giuliana Atepi (ed. italiana)
La prima amica di Akari quando arriva a Neo Venezia, è una grande fan di Alicia e inizialmente decide di diventare amica di Akari solo per poter vedere Alicia più spesso. Ha deciso di diventare Undine dopo aver incontrato, quando aveva 12 anni, Alicia, che l'ha aiutata a ritrovare il sorriso: fa parte della compagnia Himeya solo perché è dei suoi genitori, altrimenti sarebbe andata all'Aria Company. Essendo l'erede dell'Himeya, le Undine della sua compagnia la trattano in modo falso per ingraziarsela: soltanto Akira, la sua senpai, le dice le cose come stanno, senza favoritismi. È sempre scontrosa e continua a ripetere frasi nelle quali è contenuta la parola "vietato". Ha 16 anni, le piace il budino con la panna fresca e Akatsuki la chiama Gachapen. Durante una grigliata, i suoi capelli prendono fuoco e li taglia, sebbene a malincuore. Diventa una Prima dopo Alice con il nome d'arte Rozen Queen e diventa la direttrice della nuova filiale dell'Himeya che apre vicino alla stazione di Santa Lucia.
Alice Carroll (アリス・キャロル?, Arisu Kyaroru)
Doppiata da: Ryō Hirohashi (ed. giapponese), Loretta Di Pisa (ed. italiana)
Undine presso la Orange Planet, ha 14 anni e frequenta l'ottavo anno della scuola media. Al contrario di Akari ed Aika, che sono delle Single, lei è una Pair, ma ha una dote innata con la gondola. È una ragazza scontrosa e taciturna e non frequenta le altre Undine della sua compagnia perché crede siano solo invidiose di lei. Dopo aver incontrato Akari ed Aika, però, comincia a schiudersi e sorridere più spesso. Le piace passeggiare per Neo Venezia e il suo idolo è la Grandma. Ha delle piccole manie e si impone delle sfide quotidiane da superare. Adora il personaggio di Mukkun, una specie di nuvoletta con gli occhi e la bocca. Finite le medie, viene segretamente, come di norma, sottoposta all'esame per passare da Pair a Single, e, avendo fatto progressi davvero notevoli in tutti i campi dell'arte di essere un'Undine, viene immediatamente promossa Prima senza passare per il grado di Single, un fatto mai accaduto nella storia del mestiere. Il nome d'arte che assume è Orange Princess.
Alicia Florence (アリシア・フローレンス?, Arishia Furōrensu)
Doppiata da: Sayaka Ōhara (ed. giapponese), Elisabetta Spinelli (ed. italiana)
È una Prima da quando aveva 15 anni e fa parte delle tre grandi fate dell'acqua. Il suo nome d'arte è Snow White e appartiene all'Aria Company. Senpai di Akari, è sempre sorridente e paziente, non si arrabbia mai, è molto saggia e dedica il suo tempo libero ad aiutare la sua allieva. Conosce molte cose su Aqua e spesso partecipa alle riunioni dell'Associazione Gondolieri. È un'amica d'infanzia di Akira e Athena: le tre si allenavano insieme come fanno ora le rispettive kohai. Il suo remo è il numero 1 e il suo compleanno è il 30 ottobre. Alla fine del manga, dopo che Akari è diventata una Prima, si ritira dall'attività per sposarsi e le viene offerto un posto di lavoro all'Associazione Gondolieri.
Akira E. Ferrari (晃・Ｅ・フェラーリ?, Akira E. Ferāri)
Doppiata da: Junko Minagawa (ed. giapponese), Cinzia Massironi (ed. italiana)
Intransigente, severa, burbera e scontrosa, è la senpai di Aika e lavora all'Himeya. Una delle tre grandi fate dell'acqua, il suo nome d'arte è Crimson Rose. Anche se la tratta con severità, tiene molto ad Aika. Adora i panini alle noci. È un'amica d'infanzia di Alicia e Athena: le tre si allenavano insieme come fanno ora le rispettive kohai. Ha 20 anni. Essendo stata l'ultima delle sue amiche a diventare Prima, ha attraversato un breve periodo di riflessione perché lei, al contrario di Alicia e Athena, non aveva nessun talento, cosa controbilanciata però da una grande determinazione e una ricerca della perfezione.
Athena Glory (アテナ・グローリィ?, Atena Gurōrī)
Doppiata da: Tomoko Kawakami (ed. giapponese), Rina Satō (ed. giapponese del film), Laura Brambilla (ed. italiana)
È una delle tre grandi fate dell'acqua e il suo nome d'arte è Seiren, che deriva dal suo canto stupendo. Senpai di Alice, fa parte dell'Orange Planet. È molto distratta, sbadata e maldestra, e la cosa peggiora quando è felice. Ha una risata molto strana ed è in camera con Alice, alla quale vuole molto bene. È un'amica d'infanzia di Akira e Alicia: le tre si allenavano insieme come fanno ora le rispettive kohai. Il suo remo è il numero 36: nonostante sia la migliore Prima Undine dell'Orange Planet, ha mantenuto il remo che usava quando era apprendista. Alla fine del manga, mantiene il suo ruolo di Undine, ma diventa anche cantante all'opera.
Akino Ametsuchi (天地 秋乃?, Ametsuchi Akino), "Grand Mother" o "Grandma"
Doppiata da: Yoshiko Matsuo (ed. giapponese), ? (ed. italiana)
La più grande delle fate dell'acqua, è stata la migliore Undine per oltre trent'anni prima di ritirarsi a vivere nella città di Johgasaki. Sempre pronta a dare consigli alle giovani Undine, è stata la maestra di Alicia. In gioventù, ha ricoperto il ruolo di asso dell'Himeya fin dal 2267; ad agosto del 2281, ha incontrato il Direttore Aria e ha deciso di lasciare l'Himeya e di fondare la sua compagnia di Undine, l'Aria Company.
Atora Monteverdi (アトーラ・モンテヴェルディ?, Atōra Monteverudi)
Doppiata da: Hōko Kuwashima (ed. giapponese), Emanuela Pacotto (ed. italiana)
Una Single dell'Orange Planet, lavora al traghetto con Ayumi e Anzu. Il suo grande sogno è diventare una Prima, ma dopo essere stata bocciata sei mesi prima all'esame, ha paura di riprovare perché la senpai sua e di Anzu è molto severa.
Ayumi K. Jasmine (アユミ・Ｋ・ジャスミン?, Ayumi K. Jasumin)
Doppiata da: Ryōko Shiraishi (ed. giapponese), Jolanda Granato (ed. italiana)
Una Single dell'Himeya, lavora al traghetto con Anzu e Atora. Non vuole diventare una Prima, ma restare una Single e specializzarsi nel traghetto, compito riservato alle Undine di questa categoria.
Anzu Yumeno (夢野 杏?, Yumeno Anzu)
Doppiata da: Kana Ueda (ed. giapponese), ? (ed. italiana)
Una Single dell'Orange Planet, lavora al traghetto con Ayumi e Atora. Nonostante venga sempre bocciata, prova continuamente a superare l'esame per diventare Prima.

### Altri personaggi
Direttore Aria Pokoteng (アリア・ポコテン?, Aria Pokoten)
Doppiato da: Chinami Nishimura (ed. giapponese), Federica Valenti (ed. italiana)
Il gatto direttore dell'Aria Company, è bianco e grassoccio. Essendo un gatto marziano, ha un'intelligenza vicina a quella umana. È ingordo ed il suo verso è "nyu". Innamorato della direttrice Hime, è piuttosto imbranato, ma è molto affettuoso. È un fan del gatto supereroe dei cartoni animati Nyan Nyan Puh.
Direttrice Hime M. Granzchesta (ヒメ・Ｍ・グランチェスタ?, Hime M. Guranchesuta)
Doppiata da: Kaori Mizuhashi (ed. giapponese), ? (ed. italiana)
La gatta direttrice dell'Himeya, ha il pelo nero-blu. È altezzosa ed è sempre insieme ad Aika. Una gatta terrestre, è indifferente ai sentimenti del direttore Aria.
Direttrice Mah (まぁ?, Maa)
Doppiata da: Akeno Watanabe (ed. giapponese), ? (ed. italiana)
La gatta direttrice dell'Orange Planet, viene chiamata Micio Mah perché ogni volta che viene preso in braccio fa il verso "mah". Molto ingorda, è un cucciolo che viene trovato da Alice. La ragazza gli si affeziona e decide di portarlo con sé alla compagnia, nonostante sia vietato tenere animali. Una volta scoperto, l'Orange Planet decide di tenerla poiché ha gli occhi azzurri e il direttore precedente era morto da un mese. Una gatta marziana, all'inizio Alice pensava fosse un maschio, ma poi, all'ambulatorio per le vaccinazioni, scopre che è una femmina e che morde "il patatino" del direttore Aria quando ha paura perché è innamorata di lui.
Akatsuki Izumo (出雲 暁?, Izumo Akatsuki)
Doppiato da: Hirofumi Nojima (ed. giapponese), Maurizio Merluzzo (ed. italiana)
È un apprendista Salamander nato e cresciuto sull'isola galleggiante. Il primo cliente di Akari, che chiama "Momiko", ha una cotta per Alicia. Ha 18 anni e il suo segno zodiacale è il Capricorno. Ha un fratello maggiore che trasporta opere d'arte da Aqua alla Terra. Aika lo chiama Uomo cavallo.
Albert "Al" Pitt (アルバート・ピット?, Arubāto Pitto)
Doppiato da: Akeno Watanabe (ed. giapponese), Monica Bonetto e Patrizia Mottola (Aria - The Origination) (ed. italiana)
Un apprendista Gnome, è originario dell'isola galleggiante ed è amico d'infanzia di Akatsuki e Woody. Ha 19 anni e s'innamora di Aika: la ragazza gli dice spesso che parla come un vecchio. È pacato e tranquillo e ha paura del buio, nonostante viva sottoterra.
Ayanokouji Cinquantunesimo "Woody" (綾小路宇土５１世?, Ayanokōji Uto 51-sei)
Doppiato da: Yūji Ueda (ed. giapponese), Paolo De Santis (ed. italiana)
È un Sylph goffo, tonto e pasticcione che lavora per la compagnia aerea Roman. Ha 18 anni. Alla fine del manga, si mette ad allevare galline e a portarne le uova ad Akari.
Namihei Anno (庵野波平?, Anno Namihei) / Signor postino (郵便屋さん?, Yūbin'ya-san)
Doppiato da: Motomu Kiyokawa (ed. giapponese), ? (ed. italiana)
È un vecchio postino che Akari conosce appena arrivata su Aqua. La ragazza ne scopre il nome solo alla fine, chiamandolo fino a quel momento "signor postino". Alla fine del manga, si ritira e diventa il dirigente dell'ufficio postale.
Cait Sith (猫妖精?, Kyeto Shii)
Il re dei gatti, è il Cat Sith del folclore scozzese. È grande come un vitello, ha il manto nero e una macchia bianca sul petto. Akari lo incontra diverse volte su Aqua ed è a lui che, nel manga, scrive le mail, pur non sapendo chi sia il destinatario.

### Originali dell'anime
Agasa (アガサ?, Agasa)
Doppiato da: ? (ed. giapponese), ? (ed. italiana)
Abitante di Neo Venezia e mittente della lettera che Akari deve consegnare nell'episodio 4. La lettera contiene una scheda di memoria con registrato un filmato che Agasa indirizza al marito Allen Honda, impegnato nei lavori di scavo di una falda freatica su un'altra isola. L'uomo muore prima di poterla ricevere a causa di un incidente che affonda gran parte dell'isola. Akari riesce comunque a consegnargli la lettera portandola sulla sua tomba.
Ai (アイ?, Ai)
Doppiata da: Kaori Mizuhashi (ed. giapponese), Serena Clerici (ed. italiana)
Ragazzina proveniente dalla Terra, inizialmente odia Aqua, ma grazie al suo incontro con Akari ne comprende il fascino. Suo elemento caratteristico è il fiocco rosso che usa per legarsi i capelli. Fra lei ed Akari nasce una profonda amicizia e le due continueranno a scriversi e-mail per tutto il resto dell'anime. Anche se si tratta di un personaggio originale dell'anime, Kozue Amano stessa ha contribuito alla sua caratterizzazione, includendola poi nell'ultimo numero del manga come nuova tirocinante dell'Aria Company, con Akari come senpai.
Akiko Hoshino (星野亜希子?, Hoshino Akiko)
Doppiata da: Yoko Asada (ed. giapponese), ? (ed. italiana)
Abitante di Aqua che appare nell'episodio 12, ha un carattere molto simile a quello di Akari e, per questo, diventa subito sua amica. Era una maestra.
Amelie (アメリ?, Ameri) & Arashi (嵐?, Arashi)
Doppiati rispettivamente da: Megumi Toyoguchi e Kousuke Toriumi (ed. giapponese), ? (ed. italiana)
Una coppia in viaggio di nozze su Aqua che appare nell'episodio 7, Amelie è una grande fan delle Undine e soprattutto di Akira. Arashi, invece, è più scettico nei confronti della professione dell'Undine e preferisce leggere una guida di Neo Venezia.
Ami (あみ?, Ami)
Doppiata da: Masayo Kurata (ed. giapponese), ? (ed. italiana)
Una bambina che consegna ad Akari la lettera di Agasa nell'episodio 4, in realtà è la gattina della donna che ha assunto forma umana per entrare in contatto con Akari ed assicurarsi così che la lettera della sua padrona venisse recapitata.
Ayame (あやめ?, Ayame)
Doppiata da: Eriko Kigawa (ed. giapponese), ? (ed. italiana)
Sorella maggiore di Ai, ama il pianeta Aqua e per questo lo ha scelto come meta del suo viaggio di nozze. Per la stessa ragione ha deciso di chiamare sua figlia Aqua. Appare negli episodi 1 e 13.
Atsushi (篤史?, Atsushi)
Doppiato da: Wataru Hatano (ed. giapponese), ? (ed. italiana)
Il marito di Ayame, appare solo nell'episodio 1 perché nell'episodio 13 è stato trattenuto da impegni di lavoro.